# Tachychlora pretiosa
Tachychlora pretiosa là một loài bướm đêm trong họ Geometridae.